# .264 Winchester Magnum
El .264 Winchester Magnum es un cartucho metálico de calibre de .264 pulgadas (6.5 mm), que fue desarrollado para fines cinegéticos, por Winchester Repeating Arms Company para competir con el .270 Winchester y el .257 Weatherby Magnum. Fue lanzado en 1958.

## Historia
Introducido al mercado en 1958 junto con el .338 Winchester Magnum y el .458 Winchester Magnum como parte de la familia de cartuchos "Winchester Magnum", los cuales derivan del casquillo del .375 H&H Mag, el .264 Winchester Magnum fue desarrollado exclusivamente para ser usado en la variante "Westerner" del Winchester Modelo 70, la cual se produjo con un cañón de 26 pulgadas que permite obtener la máxima velocidad del cartucho. Posteriormente se creó la variante “featherweight” (peso pluma), con un cañón de 24 pulgadas.
Si bien el .264 Winchester obtuvo popularidad rápidamente después de ser lanzado al mercado, sus prestaciones no eran significativamente superiores a las del .270 Winchester si es que no se disparaba de un rifle de 26 pulgadas. Con cañones más cortos, los cuales eran demandados por los cazadores deportivos que buscan armas ligeras y manipulables, el .264 Win Mag, no ofrecía ventajas significativas, y debido a las altas presiones y velocidades que genera, se ganó la infame popularidad de desgastar rápidamente los cañones; condiciones que sumadas la aparición del 7 mm Remington Magnum en 1962, terminó por eclipsarlo.
Sin embargo, al igual que otros cartuchos calibre 6.5 mm, El .264 Winchester ha vuelto a recobrar interés entre los aficionados debido a la reciente popularidad generada por los calibres 6.5, que surge gracias a la aparición del 6.5 Creedmoor. Aunque es aún criticado por el diseño de la garganta del cañón que se usa para el .264 win mag y el ratio de giro de 1:9, que no es el más adecuado para estabilizar las balas modernas de alto coeficiente balístico de los proyectiles modernos.

## Uso deportivo
El .264 Winchester Magnum es un excelente cartucho para la caza mayor de animales medianos a distancias considerables, permitiendo al cazador disparar sin tener que pensar en la caída de la bala hasta distancias mayores a las 300 yardas (274 metros) con proyectiles de 120 granos. Su alta velocidad de salida asegura una alta transferencia de energía a distancias medias y más posibilidades de generar el efecto de shock hidrostático, para abatir a la presa de manera rápida humana.
Debido a su alta densidad seccional, con proyectiles de 140 granos y de construcción adecuada, el .264 Win Mag puede ser usado para cazar cérvidos grandes como el wapití y las subespecies de ciervo rojo de mayor talla Sin embargo, el cartucho es lo suficientemente versátil para ser usado para la caza menor, siendo un estupendo calibre alimañero y óptimo para la caza de animales de tamaño mediano, tales como el venado de cola blanca, ovejas salvajes, berrendos, el ciervo mulo, corzos y rebecos.
En 1964 Harry L. Swank, abatió a unos 200 metros de distancia el actual récord de carnero de Dall  con un .264 Winchester Magnum en las montañas Wrangell en Alaska. 8 años más tarde, Doug Burris Jr. cazó el récord de ciervo mulo de cornamenta típica en Colorado, también con el .264.